# Iron Claw
Pour les articles homonymes, voir The Iron Claw.
Pour plus de détails, voir Fiche technique et Distribution.
Iron Claw ou La griffe de fer au Québec (The Iron Claw) est un film américano-britannique réalisé par Sean Durkin et sorti en 2023. Il s'agit d'un film biographique sur la famille Von Erich qui va devenir une dynastie de célèbres catcheurs en popularisant notamment la prise du Iron Claw.
Le film reçoit des critiques globalement positives à sa sortie.

## Synopsis
Dès les années 1960, Fritz Von Erich tente de faire vivre les siens en pratiquant le catch lors de petits évènements au Texas. Sa femme Doris le suit partout mais n'aime pas trop voir les combats. Quelques années plus tard, la famille Von Erich s'est agrandie et installée à Denton. Kevin devient champion poids lourds de la NWA en 1979. Son père, propriétaire de la World Class Championship Wrestling (en), veut aussi mettre en avant l'un de ses autres fils, David. Le plus jeune, Mike, préfère quant à lui faire de la musique. De son côté, Kevin rencontre la jolie Pam et commence à sortir avec elle. Il lui fait comprendre que sa famille est très soudée et que c'est très important pour lui. La jeune femme, qui plait beaucoup à Fritz, commence à s'intégrer.
En raison du boycott des Jeux olympiques d'été de 1980, Kerry, prometteur lanceur de disque, voit son rêve olympique brisé. Il retourne dans la propriété familiale et se lance lui aussi dans le catch. En 1983, Kevin, David et Kerry montent sur les rings en trio. Ils battent notamment The Fabulous Freebirds pour le titre de champion par équipe. Fritz propose alors à David d'affronter l'actuel champion du monde Ric Flair, alors que Kevin pensait que ce combat était pour lui. Lors de son mariage avec Pam, Kevin révèle à David qu'il va bientôt devenir père. L'ainé remarque cependant que son petit frère est mal en point même si lui assure que tout va bien. David part ensuite en tournée au Japon où il meurt d'une entérite aiguë. C'est un nouveau drame pour la famille Von Erich, qui avait déjà été touchée par la mort avec le décès accidentel du premier garçon, Jack Jr., à l'âge de 6 ans. Kevin et Kerry se portent ensuite volontaires pour combattre Ric Flair à sa place de David. Alors que Kerry est choisi par tirage au sort, Kevin est à nouveau très déçu. Son frère remporte le combat et le titre. Mais il est toujours déprimé et part faire une balade à moto. Il a un violent accident et est amputé du pied droit.
Kevin commence à entraîner le petit dernier, Mike. Mais ce dernier se blesse gravement à l'épaule lors d'un match. Il tombe même dans le coma en raison d'un choc toxique pendant l'opération. Très marqué par une supposée malédiction sur sa famille, Kevin préfère que son fils, Ross, porte légalement le vrai nom de la famille, Adkisson. Mike sort ensuite de son coma mais avec des lésions cérébrales notables. Alors que son père le presse de remonter sur le ring, le benjamin de la fratrie se suicide. À nouveau marqué par le décès d'un frère, Kevin commence à s'éloigner de sa femme et de son fils. Il combat tout de même Ric Flair pour le championnat mais est disqualifié lorsqu'il ignore les demandes de l'arbitre.
Avec une prothèse, Kerry continue les combats en essayant de cacher son handicap. De son côté, Fritz a confié à Kevin la tâche de diriger le WCCW. Kevin préfère cependant se concentrer sur sa vie de famille avec l'arrivée d'un second fils, Marshall. À Noël, Kerry offre un magnifique .44 Magnum de collection à son père et s'emporte contre lui quand il la range au lieu de tirer avec. Un soir, un Kerry très marqué appelle Kevin pour lui faire part de son mal-être et sur la fameuse malédiction familiale. Il avoue à son grand frère avoir envisagé le suicide. Il raccroche avant que Kevin puisse en savoir davantage. Il appelle tout de suite son père pour le prévenir mais ce dernier est peu réceptif. Le lendemain, Kevin se rend inquiet dans la propriété familiale. Il arrive à la maison juste à temps pour entendre une déflagration. Il tombe ensuite sur son frère qui s'est tué avec l'arme qu'il avait offert à son père. Fritz arrive après avoir lui aussi entendu le coup de feu. Fou de rage, Kevin se jette sur lui et l'étrangle. Il lui reproche de n'avoir rien fait pour aider Kerry. Kevin ramène ensuite le corps de son frère dans la salle à manger. Il a alors une vision ses frères décédés qui se retrouvent dans l'au-delà : Kerry laisse derrière lui la pièce que Fritz avait utilisé pour décider qui affronterait Ric Flair. Dans la vision, Kerry retrouve Mike (portant sa guitare), David (portant sa ceinture de champion) et même l'ainé Jack Jr. (apparaissant comme le petit garçon qu'il était au moment de sa mort).
Plus tard, en proie à des difficultés financières, Kevin vend la WCCW (World Class Championship Wrestling) fondée par son père à Jerry Jarrett (en), malgré l'opposition de Fritz. Doris abandonne alors peu à peu ses tâches de femme au foyer pour se concentrer sur ses peintures et envisage de divorcer de Fritz. De son côté, Pam attend un autre enfant. Dans leur jardin, Kevin pleure en regardant ses fils jouer au football. Les deux garçons tentent de consoler leur père, qui leur explique que ça lui manque de ne plus être un frère. Ils lui promettent d'être ses frères et il se lève et joue avec eux, Pam et le chien.
Le film se finit sur un texte explicatif qui clôt la partie fictionnelle et informe que la famille Von Erich a été introduite dans le Hall Of Fame en 2009. Il souligne aussi que la famille Von Erich est considérée comme la plus célèbre famille de l'univers du catch. 
Kévin vit à présent dans un ranch à Hawaii avec Pam après 40 ans de mariages et est toujours proche de sa famille (quatre enfants et treize petits enfants).

## Fiche technique
Sauf indication contraire, les informations mentionnées dans cette section peuvent être confirmées par la base de données cinématographiques IMDb,  présente dans la section « Liens externes ».
- Titre original : The Iron Claw
- Titre français : Iron Claw
- Titre québécois : La griffe de fer
- Réalisation et scénario : Sean Durkin
- Musique : Richard Reed Parry
- Décors : James Price
- Costumes : Rebecca Diaz
- Photographie : Mátyás Erdély
- Montage : Matthew Hannam
- Production : Juliette Howell, Angus Lamont, Tessa Ross et Derrin Schlesinger
- Production déléguée : Danny Cohen et Harrison Huffman
- Sociétés de production : A24 et BBC Films
- Sociétés de distribution : A24 (États-Unis), Elevation Pictures (Canada), Metropolitan Filmexport (France)
- Budget : 20,4 millions de dollars[2]
- Pays de production :  États-Unis,  Royaume-Uni
- Langue originale : anglais
- Format : couleur
- Genre : biographie, drame, sport
- Durée : 132 minutes
- Dates de sortie[3] : 
  - États-Unis : 8 novembre 2023 (avant-première à Dallas)
  - États-Unis, Canada : 22 décembre 2023
  - Royaume-Uni : 9 février 2024
  - France : 24 janvier 2024[4]

## Distribution
- Zac Efron (VF : Yoann Sover ; VQ : Nicolas Charbonneaux-Collombet) : Kevin Von Erich
- Jeremy Allen White (VF : Jérémie Bédrune ; VQ : Hugolin Chevrette) : Kerry Von Erich
- Harris Dickinson (VF : Clément Moreau ; VQ : Xavier Dolan) : David Von Erich (en)
- Holt McCallany (VF : Éric Herson-Macarel ; VQ : Louis-Philippe Dandenault) : Fritz Von Erich
- Lily James (VF : Chloé Berthier ; VQ : Kim Jalabert) : Pam Adkisson
- Maura Tierney (VF : Laura Blanc ; VQ : Marika Lhoumeau) : Doris Von Erich
- Stanley Simons (VF : Cyril Descours ; VQ : Louis-Philippe Berthiaume) : Mike Von Erich (en)
- Michael J. Harney (VF : Paul Borne ; VQ : Alexandre Daneau) : Bill Mercer
- Brady Pierce : Michael Hayes
- Cazzey Louis Cereghino : Bruiser Brody
- Kevin Anton (VF : Patrick Messe) : Harley Race
- Ryan Nemeth (VF : Frédéric Philippe) : Gino Hernandez
- Aaron Dean Eisenberg (VF : Damien Ferrette) : Ric Flair
- Chavo Guerrero, Jr : Ed Farhat dit « The Sheik »
- Alyssa Matthews
- Maxwell Jacob Friedman : Lance Von Erich (en)
- Grady Wilson : Kevin Von Erich, jeune
- Jim Gleason (VF : Igor Chometowski) : un docteur
- Scott Innes (VF : Christophe Agius) : l'annonceur sur le ring

 Source et légende : version française (VF) sur RS Doublage ; version québécoise (VQ) sur Doublage.qc.ca

## Production

### Développement
En juin 2022, Sean Durkin annonce que son prochain projet sera un film biographique sur la famille Von Erich intitulé The Iron Claw.
Ayant passé une partie de son enfance en Angleterre, Sean Durkin n'avait pas acccès aux informations sur le catch. Il a un jour pu acheter un exemplaire du magazine Pro Wrestling Illustrated et y découvre un article qui l'a marqué : « Je me souviens avoir ouvert une page et lu l'annonce de la mort de Kerry Von Erich. Cela m'a brisé le cœur. Je l'avais vu lutter en direct plusieurs fois et j'étais un grand fan de lui et de sa famille. Je savais que ses autres frères étaient morts quelque temps auparavant, et penser qu'un autre frère était parti était trop dur. C'était trop. Mes pensées allaient à sa famille, et ce souvenir est resté quelque part dans mon esprit pendant la majeure partie de ma vie. »
Sean Durkin a fait le choix de ne pas parler de Chris, l'un des fils de Fritz qui s'est lui aussi suicidé, pour ne pas trop alourdir et noircir le scénario.

### Attribution des rôles
En juin 2022, lors de l'annonce de Sean Durkin concernant son nouveau projet de film, Zac Efron est le premier acteur engagé pour incarner le rôle de Kevin Von Erich. En août, Harris Dickinson rejoint ce dernier pour le rôle de David Von Erich. Pour se préparer à son rôle, l'acteur utilise la méthode du bulking qui allie fitness, excédent calorique (2 750 calories par jour environ) et entraînement intensif aux poids.
En septembre, Jeremy Allen White intègre la distribution pour incarner Kerry Von Erich, ainsi qu'Holt McCallany, en octobre, dans le rôle de Fritz Von Erich, le patriarche de la famille, puis Maura Tierney, deux semaines plus tard, dans le rôle de son épouse Doris, et, deux jours avant le tournage, Lily James dans un rôle non mentionné.
Avant le tournage, les acteurs se sont entrainés avec le catcheur Chavo Guerrero, Jr, lui aussi issu d'une lignée de catcheurs célèbres.

### Tournage
Le tournage commence à la fin du mois d'octobre 2022. Le 27 octobre, Zac Efron dévoile ses photos sur le plateau. La plupart des scènes sont tournées à Baton Rouge en Louisiane.
Malgré la grève des actrices et acteurs, la production du film se poursuit. La SAG-AFTRA autorise le maintien du tournage en raison des bonnes relations entre le syndicat avec la société A24.

## Sortie et accueil

### Critique
Sur le site d'agrégation de critiques Rotten Tomatoes, le film obtient 88 % d'avis favorables, pour 213 critiques et une note moyenne de 7,6⁄10. Le consensus suivant résume les avis collectés : « Puissant et profondément triste, The Iron Claw honore son histoire factuelle avec une dramatisation dont l'exploration compatissante des liens familiaux est tout aussi percutante que son action sur le ring de catch. » Sur le site Metacritic, qui utilise une moyenne pondérée, le film obtient la note de 73⁄100 pour 46 critiques.
En France, le site Allociné propose une note moyenne de 4⁄5 basée sur 21 titres de presse.

### Box-office
En Amérique du Nord, Iron Claw sort le 22 décembre 2023, en même temps que Migration, Aquaman et le Royaume perdu et Tout sauf toi. Les estimations prévoient un box-office de 6 millions pour son premier week-end, pour 2 774 copies. Iron Claw enregistre 2,5 millions de dollars le premier jour (dont 640 000 $ pour les previews du vendredi soir). Le film termine le week-end à 4,9 millions et finit à la 6e place du box-office. Pour son second week-end d'exploitation, Iron Claw réalise à 4,6 millions de dollars et termine à la 7e place du box-office.
| Pays ou région     | Box-office     | Date d'arrêt du box-office | Nombre de semaines |
| ------------------ | -------------- | -------------------------- | ------------------ |
| France             | 46 627 entrées | -                          | en cours           |
| États-Unis, Canada | 34 093 605 $   | en cours                   | en cours           |
| Total mondial      | 35 791 198 $   | -                          | en cours           |